# Mitchell Stahl
Mitchell Stahl (Chambersburg, 31 de agosto de 1994) é um voleibolista indoor norte-americano que atua na posição de central.

## Carreira

### Clube
Stahl começou atuando no voleibol universitário pela Universidade da Califórnia, onde se formou em ciência política em 2017. No mesmo ano assinou contrato com o Paris Volley. Na temporada seguinte assinou contrato com o Tours Volley-Ball, onde conquistou dois títulos: o Campeonato Francês de 2018-19 e a Copa da França de 2018-19.
Em 2020 assinou contrato com o time belga VC Greenyard Maaseik. No ano seguinte mudou-se para o voleibol polonês para defender o Stal Nysa.

### Seleção
Stahl foi convocado para defender a seleção adulta norte-americana na Copa Pan-Americana de 2017, onde ficou na 5ª colocação. No mesmo ano conquistou o título do Campeonato NORCECA sediado em Colorado Springs ao derrotar a seleção dominicana por 3 sets a 0.
Em 2019 conquistou o terceiro lugar na Copa do Mundo. Representou a seleção norte-americana nos Jogos Olímpicos de Tóquio, onde ficou na 10ª colocação. Em 2022, foi vice-campeão da Liga das Nações após derrota para a seleção francesa.

## Títulos
Tours Volley-Ball
- Campeonato Francês: 2018-19

- Copa da França: 2018-19

## Clubes
| Anos      | Clube                   |
| --------- | ----------------------- |
| 2017–2018 | Paris Volley            |
| 2018–2019 | Tours Volley-Ball       |
| 2019–202  | Chaumont Volley-Ball 52 |
| 2020–2021 | VC Greenyard Maaseik    |
| 2021–     | Stal Nysa               |